# Bobby Joe Long
Robert Joseph Long (Kenova, Virgínia Ocidental; 14 de outubro de 1953 - Raiford, Flórida; 23 de maio de 2019), também conhecido como  'Bobby Joe Long' , era um assassino em série americano. Ele sequestrou, torturou e matou a longo prazo pelo menos dez mulheres na área da Baía de Tampa, na Flórida, durante um período de oito meses em 1984. Ele libertou uma de suas últimas vítimas, Lisa McVey, de 17 anos, depois de estuprá-la por um período de 26 horas. McVey forneceu informações cruciais à polícia, que lhes permitiram localizá-lo.
Antes dos assassinatos na área de Tampa Bay, Long havia cometido pelo menos 50 estupros como o "Classified Ad Rapist" ("Estuprador de anúncios classificados") em Fort Lauderdale, Ocala, Miami e Condado de Dade. A partir de 1981, Long respondeu aos anúncios de jornais para prestar serviços e, se encontrasse uma mulher sozinha em casa, a estupraria. Long foi julgado e condenado por estupro em 1981, mas solicitou um novo julgamento, que foi concedido. As acusações foram retiradas mais tarde.
Durante um período de oito meses em 1984, Long raptou, estuprou e assassinou pelo menos dez mulheres em três condados da Baía de Tampa (Hillsborough, Pasco e Pinellas). A investigação envolveu pessoal das forças policiais de Hillsborough, de Pasco, o FBI, a polícia de Tampa (TPD) e a agência estadual da Flórida (FDLE).
Os corpos das vítimas foram normalmente encontrados em estado de decomposição avançado muito tempo depois dos assassinatos, tendo sido jogados perto de uma estrada rural ou arrastados para a floresta. Long normalmente mirava mulheres vulneráveis, que caminhavam sozinhas e aquelas que trabalham como profissionais do sexo, e as persuadia a entrar em seu carro, onde ele as estupraria e torturaria. Das dez vítimas conhecidas de Long, cinco foram identificadas como prostitutas e duas eram dançarinas exóticas. As três vítimas restantes eram uma operária, uma estudante e uma com ocupação desconhecida.
Nas primeiras horas de 3 de novembro de 1984, Long sequestrou Lisa McVey, de 17 anos, enquanto ela voltava do trabalho de bicicleta para casa. Ela foi vendada e levada para a casa de Long, onde ele a estuprou repetidamente. Ciente do perigo em que corria, McVey deliberadamente fez um esforço para deixar várias impressões digitais na casa de Long, assim como tentou memorizar detalhes de seu captor e do lugar em que estava, para ajudar numa futura investigação policial. Após 26 horas, Long foi convencido por McVey a libertá-la e ela forneceu aos investigadores informações sobre a casa dele, seu carro e sobre o momento em que ela o ouviu usar um caixa eletrônico. Isso fez com que a polícia identificasse Long e ele foi preso em 16 de novembro de 1984. Ele foi ligado aos assassinatos por meio de fibras do tapete vermelho encontradas nos corpos de várias vítimas.
Em 23 de abril de 2019, o governador da Flórida, Ron DeSantis assinou a sentença de morte de Long, sendo esta a primeira sentença de morte assinada por DeSantis desde que assumiu o cargo em janeiro de 2019. Recursos subsequentes de Long foram rejeitados, com ele sendo executado por injeção letal em 23 de maio de 2019. Declarado morto às 6:55 da manhã, Bobby Joe não deu uma última declaração.